# Ellenator

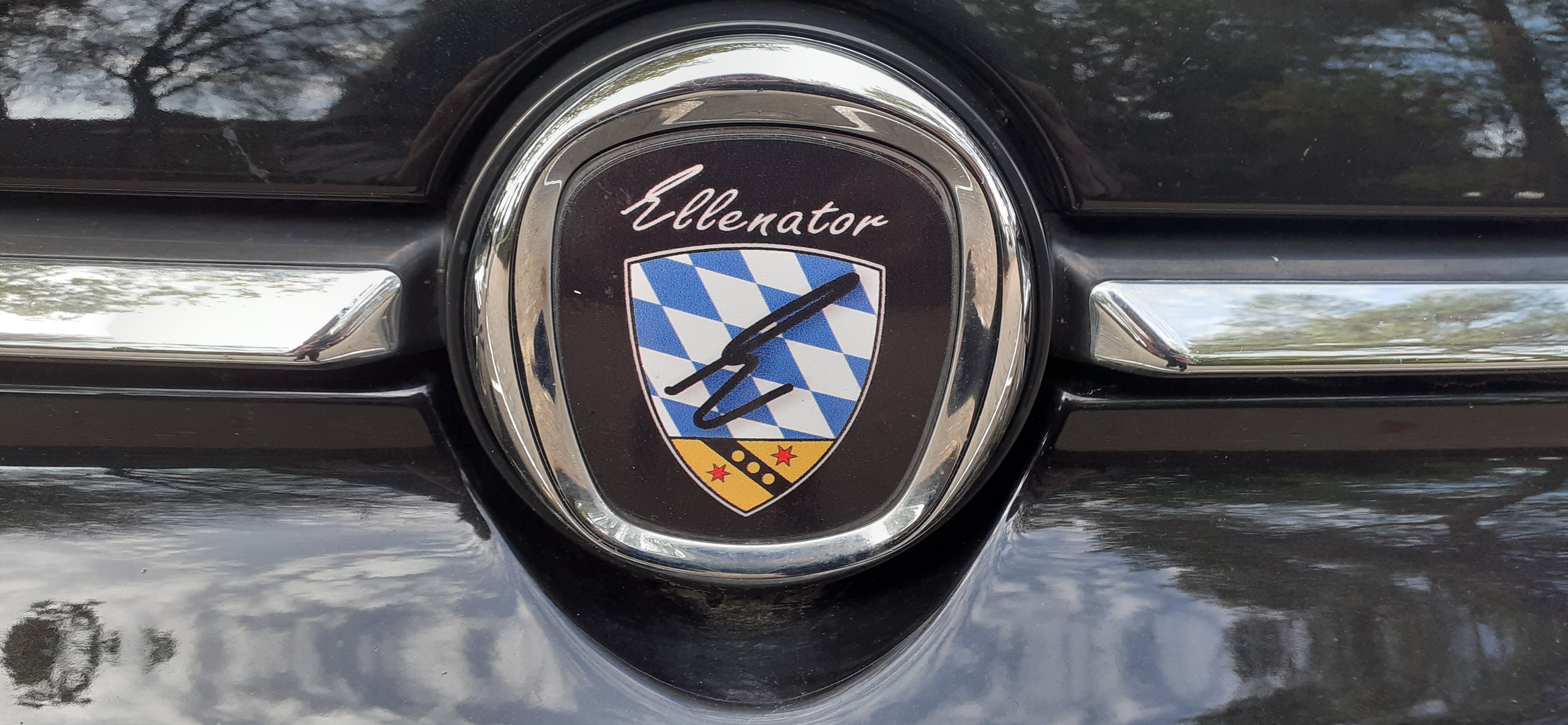
Logo eines Fiat 500-Ellenators

Der Ellenator ist ein Personenkraftwagen, der so umgebaut ist, dass er trotz seiner vier Räder als dreirädriges Kraftfahrzeug der EG-Fahrzeugklasse L5e eingestuft ist. In Kombination mit der Drosselung der Motorleistung auf 15 kW darf er von Jugendlichen ab 16 Jahren mit dem Führerschein A1 gefahren werden. Somit ist er besonders für Jugendliche interessant. Sein Entwickler und Namensgeber ist der Kfz-Meister Wenzeslaus „Wenzel“ Ellenrieder aus Dösingen.

## Rechtliche Situation
Am 19. Januar 2013 wurde die Führerscheinklasse A1 um dreirädrige Fahrzeuge erweitert. Dies bot die Möglichkeit, dreirädrige Fahrzeuge der EG-Fahrzeugklasse L5e mit maximal 15 kW mit diesem Führerschein ab 16 Jahren zu führen. Im Gegensatz zur EG-Fahrzeugklasse L7e für vierrädrige Fahrzeuge gibt es bei dreirädrigen Fahrzeugen keine Gewichtsbeschränkung. Die Richtlinie 2002/24/EG definiert Doppelräder, die rechtlich als ein Rad gelten, als „zwei auf einer Achse montierte Räder, bei denen der Abstand zwischen den Mittelpunkten der Aufstandsflächen der Reifen auf der Fahrbahn kleiner als 460 mm ist.“
Der Ellenator darf auch mit den Fahrerlaubnissen der Klassen 1b, 3 oder B gefahren werden. Das Gleiche gilt für die alte Führerscheinklasse 4, wenn sie vor dem 1. April 1980 erworben wurde.

## Entwicklung

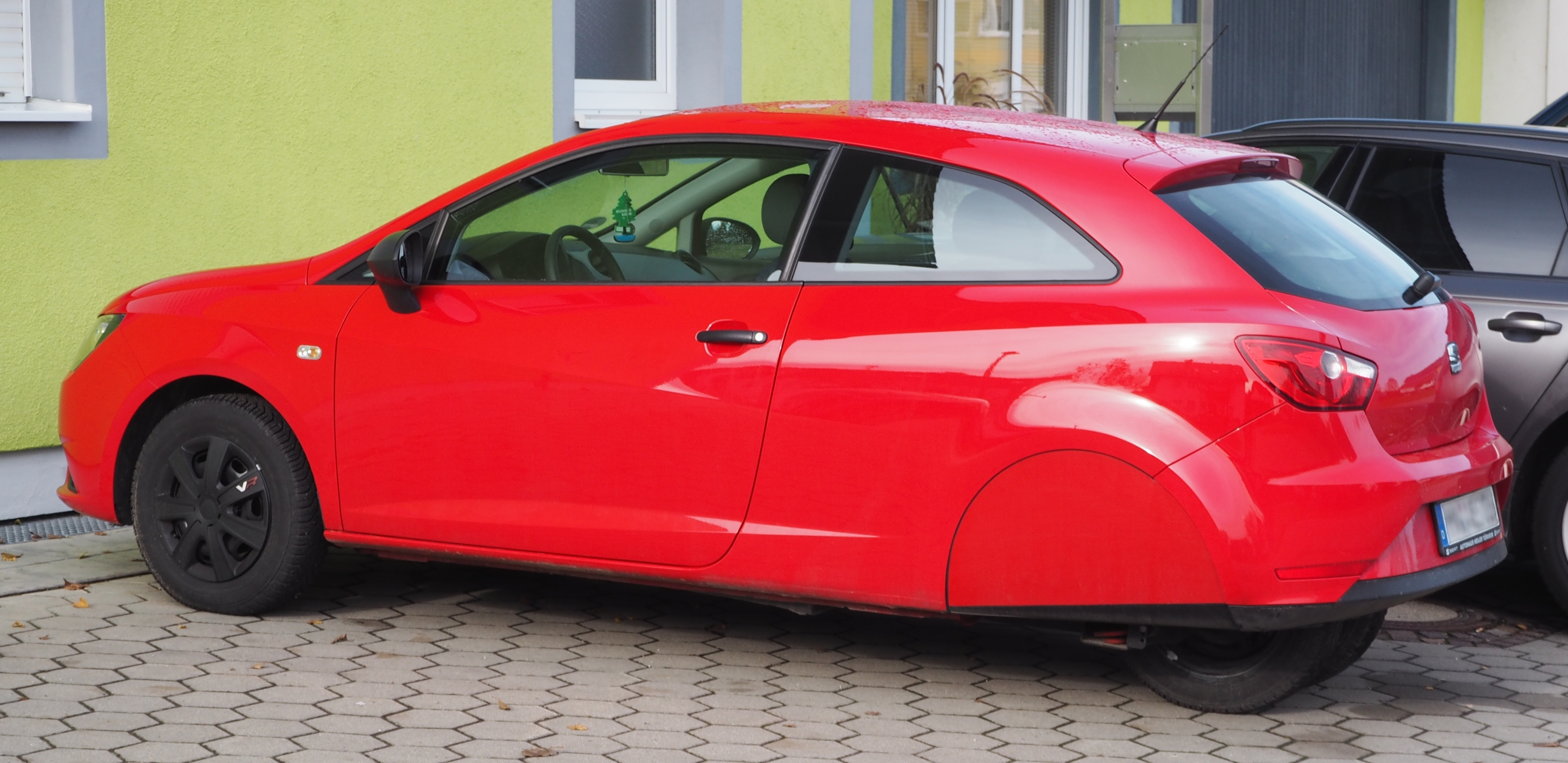
Ellenator auf Basis eines Seat

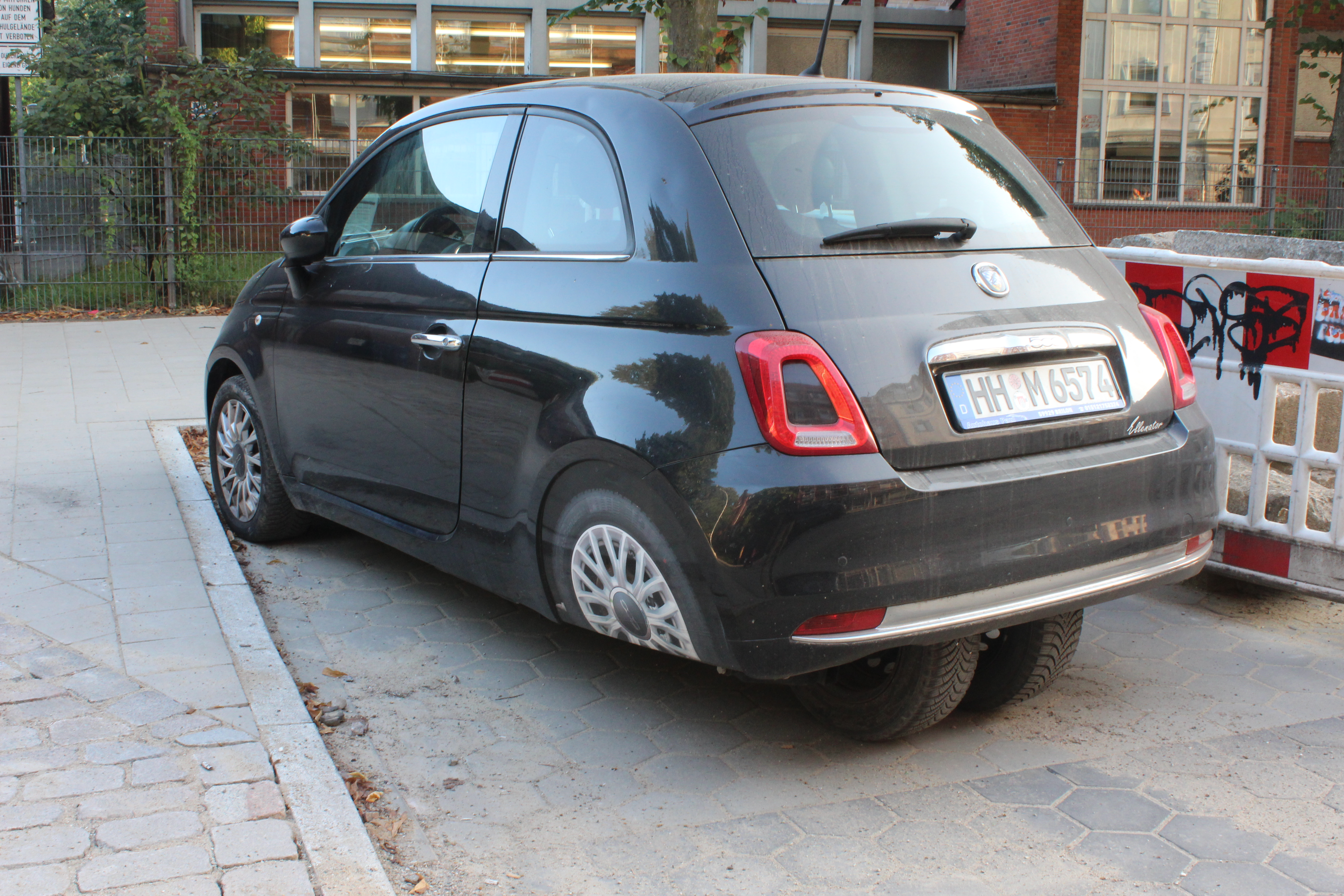
Ellenator auf Basis des Fiat 500

Ellenrieder wollte ein Fahrzeug für seinen 16-jährigen Sohn entwickeln, das sicherer war als ein Motorrad oder ein Leichtfahrzeug.
Das Fahrzeug basierte zunächst auf Fahrzeugen der PQ24-Plattform des VW-Konzerns (Seat Ibiza, Škoda Fabia und VW Polo).
Seit 2015 werden die Modelle in Serie umgerüstet und mit Straßenzulassung verkauft.
Seit 2017 wird als Basis nur noch der Fiat 500 verwendet. Die Leistung der 1,0- und 1,2-Liter-Ottomotoren wird über eine elektronische Steuerung auf 15 kW (20 PS) begrenzt. Dadurch verringert sich die Höchstgeschwindigkeit auf rund 90 km/h, wodurch die Benutzung von Autobahnen und Kraftfahrstraßen noch zulässig ist.
Bei dem Umbau wird die Hinterachse ausgebaut und mittig im Kofferraum ein neuer Radkasten eingeschweißt. Bei ersten Versuchen wurde nur ein einzelnes Rad verwendet. Dies führte jedoch zu einer unzulässig hohen Radlast. Außerdem führte das Fehlen eines Rades zu Problemen mit dem ABS-Signal für das Motorsteuergerät. Daraufhin wurden zwei 14-Zoll-Räder mit einer Spurweite von weniger als 460 mm über eine hierfür speziell entwickelte Hinterradschwinge an den bestehenden Achsaufnahmepunkten befestigt. Die fahrzeugseitigen Stoßdämpfer- und Federaufnahmen werden unverändert weiterverwendet. Die hinteren äußeren Radhäuser werden wie bei einem Stromlinienfahrzeug mit Blech verkleidet. Schräg von der Seite betrachtet wirkt das Heck dadurch wie in der Luft schwebend. Die Hinterräder liegen so eng beieinander, dass sie, vergleichbar mit LKW mit Doppelbereifung, verkehrsrechtlich als nur ein Rad gelten.
Das Umbauprinzip wurde im Jahre 2014 zum Patent angemeldet (EP2899103).

## Ausstattung, Zuladung
Der Ellenator darf bis zu vier Personen befördern, dabei dürfen allerdings 300 kg Beladung nicht überschritten werden. Er hat wie das Basisfahrzeug Sicherheitsausrüstungen wie ABS, ESP und Airbags. 

## Vergleichbare Fahrzeuge
- Geparda auf Basis eines VW-Up![11]